# Sinomastodon bumiajuensis
Il Sinomastodon bumiajuensis è una delle specie di gomfoteridi appartenenti al genere Sinomastodon; fu inizialmente ascritto al genere Tetralophodon, e come tale classificato fino a quando analisi approfondite dei reperti fossili non ne hanno accertato la parentela con le altre specie di Sinomastodon.
Visse nel tardo Pliocene, nell'attuale isola di Giava.